# Phymanthidae
Phymanthidae — невелика родина одиночних коралових поліпів ряду Актинії (Actiniaria). Родина була вперше науково описана Андресом в 1883 році. Містить 2 роди і 12-15 видів.

## Роди
- Heteranthus Klunzinger, 1877
- Phymanthus Milne Edwards, 1857[3]